# 厄俄斯混沌
16°48′S 46°54′W / 16.8°S 46.9°W

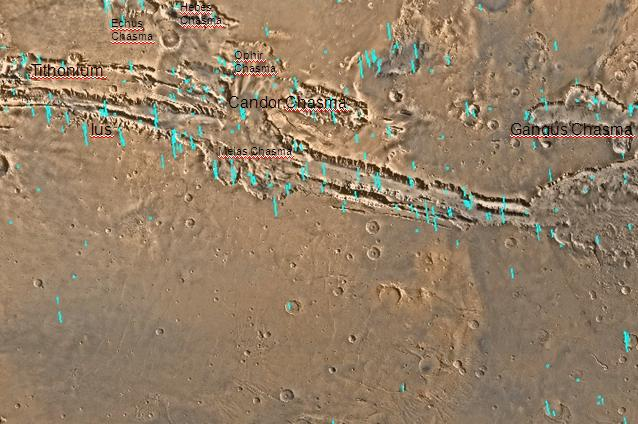
科普來特斯區地圖，可見太陽系中最大峽谷系統水手號谷的細節。部分峽谷可能曾經有水流動。

厄俄斯混沌（Eos Chaos）是一個位於火星科普來特斯區的崎嶇凹陷地形，中心座標16.8°S，46.9°W。它的長度約490公里，名稱來自以古希臘黎明女神厄俄斯命名的火星古典反照率特徵。

## 水手號谷系統
厄俄斯混沌是太陽系最大的峽谷水手號谷的一部分，該峽谷的長度相當於從美國東岸到西岸。水手號谷最西端是位於鳳凰湖區的諾克提斯迷宮，東端是位於珍珠灣區偏北的卡普里峽谷和偏南的厄俄斯峽谷。"Chasma" 這個字在國際天文聯會定義是「深長、邊緣陡峭之凹地」。水手號谷是由水手9號探測器發現，並以該探測器命名。自諾克提斯迷宮向東，水手號谷分成兩個槽狀區，分別是南側的伊烏斯峽谷和北側的提托努利林峽谷（Tithonium Chasma）。在水手號谷中段則是三個相當寬的峽谷：南側的米拉斯峽谷、中間的堪德峽谷（Candor Chasma）和北側的俄斐峽谷。再向東是科普來特斯峽谷（Coprates Chasma）。在科普來特斯峽谷終端是兩個較寬的峽谷，分別是北端的卡普里峽谷和南端的厄俄斯峽谷。這些峽谷兩側的峭壁有多層地層，且部分峽谷底部是多層沉積地層。部分研究人員相信這些地層是在水曾經充滿這些峽谷的時代形成的。這些峽谷相當長而深。而最深處大約是8到10公里。相較之下地球的科羅拉多大峽谷最深處只有約1.6公里。

## 地層
峽谷兩側峭壁的岩石影像中可以看到成層狀。且有些地層會和其他地層一起出現。因為它相當靠近塔爾西斯火山區，這些岩層可能是在熔岩流經之後形成的層狀岩層，可能還和火山大規模噴發進入大氣層後落到火星地表的火山灰混合。這些岩層可能保留了火星長時間的地質歷史。深色地層可能是因為熔岩流而形成。深色火山岩玄武岩在火星是相當常見的；但是淺色沉積岩可能是因為河、湖、火山灰或風積的砂或塵埃而形成。火星車在淺色岩層中發現了硫酸鹽，可能是在水中形成的。科學家對硫酸鹽類沉積物相當感興趣，因為這可能包含了火星古生命的遺跡。

## 圖集

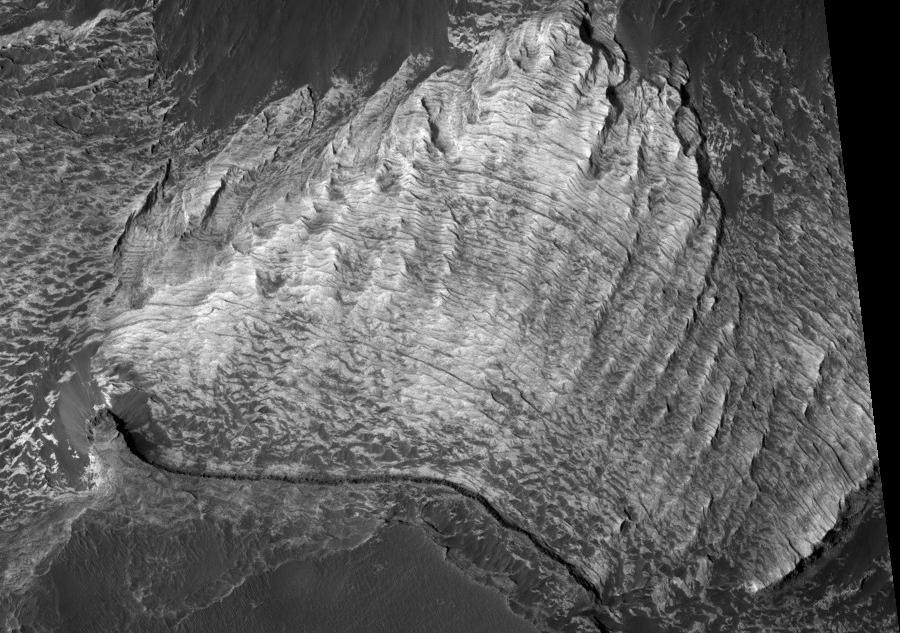
火星偵察軌道器的 HiRISE 拍攝的厄俄斯混沌內淺色地層。